# Pacific Rim Championship 2000
El Pacific Rim Championship de 2000 fue la quinta edición del torneo de rugby que enfrentó a selecciones nacionales de América, Asia y Oceanía.
Los partidos disputados entre las Islas del Pacífico fueron válidos para el Pacific Tri Nations 2000.
En esta edición el ganador fue Samoa, quienes consiguieron su primer campeonato.

## Equipos participantes
- Selección de rugby de Canadá
- Selección de rugby de Estados Unidos
- Selección de rugby de Fiyi
- Selección de rugby de Japón
- Selección de rugby de Samoa
- Selección de rugby de Tonga

## Posiciones
| Pos. | Equipo         | Encuentros | Encuentros | Encuentros | Encuentros | Tantos  | Tantos    | Tantos     | Puntos |
| Pos. | Equipo         | jugados    | ganados    | empatados  | perdidos   | a favor | en contra | diferencia | Puntos |
| ---- | -------------- | ---------- | ---------- | ---------- | ---------- | ------- | --------- | ---------- | ------ |
| 1    | Samoa          | 5          | 4          | 0          | 1          | 172     | 76        | + 96       | 19     |
| 2    | Fiyi           | 5          | 4          | 0          | 1          | 168     | 107       | + 61       | 19     |
| 3    | Tonga          | 5          | 3          | 0          | 2          | 104     | 98        | + 6        | 13     |
| 4    | Estados Unidos | 5          | 2          | 0          | 3          | 109     | 131       | - 22       | 11     |
| 5    | Canadá         | 5          | 2          | 0          | 3          | 149     | 146       | + 3        | 9      |
| 6    | Japón          | 5          | 0          | 0          | 5          | 95      | 239       | - 144      | 1      |

## Resultados
| 20 de mayo | Canadá | 29 - 11 | Tonga |  |  |

| 20 de mayo | Japón | 22 - 47 | Fiyi |  |  |

| 26 de mayo | Tonga | 22 - 25 | Fiyi |  |  |

| 27 de mayo | Japón | 21 - 36 | Estados Unidos |  |  |

| 3 de junio | Japón | 25 - 26 | Tonga |  |  |

| 3 de junio | Samoa | 31 - 17 | Fiyi |  |  |

| 3 de junio | Estados Unidos | 34 - 25 | Canadá |  |  |

| 10 de junio | Samoa | 68 - 9 | Japón |  |  |

| 24 de junio | Tonga | 16 - 13 | Samoa |  |  |

| 30 de junio | Fiyi | 37 - 21 | Estados Unidos |  |  |

| 1 de julio | Samoa | 41 - 22 | Canadá |  |  |

| 7 de julio | Fiyi | 42 - 11 | Canadá |  |  |

| 8 de julio | Tonga | 29 - 6 | Estados Unidos |  |  |

| 15 de julio | Canadá | 62 - 18 | Japón |  |  |

| 15 de julio | Estados Unidos | 12 - 19 | Samoa |  |  |

| Bandera de Samoa |
| Campeón Samoa    |
| Primer título    |